# Elástico (futebol)
O elástico (português brasileiro) ou vírgula (português europeu), também conhecido como flip flap, é uma finta ou drible utilizada no futebol, onde o jogador ofensivo ameaça ir para um lado, mas rapidamente muda para o outro. Normalmente, ele é realizado na circunstância em que o jogador, utilizando o seu pé dominante, dá um leve toque na bola para a parte exterior, e rapidamente a traz para o lado interior do seu pé, sem que a bola perca o contato com a chuteira. O êxito do elástico depende bastante da velocidade e da aceleração em que se encontra o jogador que lhe aplica.
O drible foi inventado pelo jogador brasileiro descendente de japoneses Sérgio Echigo. Em uma entrevista, Roberto Rivellino afirma que "Echigo inventou o drible, mas eu tornei ele perfeito". O drible também foi utilizado por um grande número de jogadores brasileiros, como Romário, Ronaldo e Ronaldinho Gaúcho, entre outros.